# Richard Cloward
Richard Andrew Cloward (25 de dezembro de 1926 – 20 de agosto de 2001) foi um sociólogo, criminologista, professor e ativista social estadunidense, com grande destaque na atuação política em defesa dos mais pobres. Aluno e professor da Universidade de Columbia, em Nova Iorque, destacou-se por seu trabalho inovador na área de delinquência urbana, movimentos sociais e pobreza.
Sua teoria no campo da criminologia convencional, associada à de Merton e Cohen, é conhecida por “Strain theory”, que se consubstancia na contradição vivida entre meios (raças, classes, gêneros etc.) e fins (ideologia, por exemplo) na sociedade democrática moderna, e os caminhos pelos quais juventude, principalmente de baixa renda, transitam nesse bloqueio estrutural, geralmente através de “soluções subculturais”.
Sendo um dos criminologistas e sociólogos mais citados do mundo, o trabalho de Cloward concentrou-se precipuamente na dinâmica entre a mobilização dos menos favorecidos, a delinquência e a democracia política. Em oposição à corrente até então dominante, Cloward retira a culpa pelo fracasso do sistema dos mais pobres, e o coloca nas camadas conservadoras. O professor e ativista ficou conhecido pelas sua participação política intensa, como no caso da criação do “Mobilization for Youth” e do “National Voter Registration Act of 1993”.
Tendo sido influenciado por grandes nomes como Émile Durkheim, Karl Marx, Edwin Sutherland, Robert K. Merton, Henry McKay, Clifford Shaw, Albert Cohen e Walter Miller, Cloward procurou, entre outras coisas, desenvolver o conceito de "anomia", bem como trabalhar mais intensamente conceitos como desvios culturais e consciência racional.

## Vida e carreira
Cloward nasceu aos 25 (vinte e cinco) de dezembro, na cidade de Auburn, uma pequena cidade ao norte de Nova Iorque. Filho de um pastor radical da Igreja Batista que acreditava na doutrina socialista de Norman Thomas, e de uma artista/feminista. Seu pai, inclinado às ideias socialistas de Thomas, apesar de contrário à Primeira Grande Guerra, foi designado para dirigir ambulâncias nas linhas de frente na França, onde fora ferido. Sua mãe trabalhou, durante a graduação, na capital federal dos Estados Unidos, onde datilografou o primeiro esboço da Emenda para a igualdade de direitos (Equal Rights Amendment - ERA, em inglês), como secretária.
No período em que frequentou a escola, Cloward pretendia ser engenheiro. Porém, aos 17 anos de idade, foi convocado para servir à Marinha dos Estados Unidos, mandado à Universidade de Rochester, e então enviado para trabalhar no exterior. Após dois anos expatriado, voltou aos Estados Unidos e, de volta à Universidade de Rochester, trocou seu bacharelado para Sociologia.
O período da graduação nunca entusiasmou Cloward - como ele mesmo disse, “I never reaaly went to college” ("Eu nunca realmente fui para faculdade", em tradução literal). Apesar disso, foi aconselhado a tentar um doutorado em Sociologia. Ao terminar seu trabalho, foi convocado para atuar na Guerra da Coréia, onde alçou o posto de Primeiro Tenente e, ulteriormente, o de diretor de trabalho social no exército estadunidense (1951-1954), atuando em uma prisão de segurança média, no estado da Pensilvânia. Lá, começou seus estudos empíricos baseados na teoria da anomia de Robert K. Merton, concluindo que este sociólogo, em seus estudos, havia dado respostas não totalmente satisfatórias sobre o comportamento humano. Para Cloward, conquanto Merton explicasse corretamente as pressões sobre a juventude de classe baixa para que cometessem crimes, tais trabalhos não teriam levado em consideração a existência e a variedade de subculturas criminosas e a possibilidade de escolha, por parte dessa juventude, através um processo racional, por um tipo de criminalidade em detrimento de outro. Em Cloward, a chave para o entendimento dessa “escolha” residiria no contexto social e no que ele denominou posteriormente de “the structuring variables” (as variáveis estruturantes, em tradução literal). Isto é, a carga acumulada de interação sociológica, forças históricas e interação a que um determinado indivíduo está submetido.
Cloward foi então convidado por Merton para uma discussão em Nova Iorque. Merton reconheceu a incompletude de sua teoria, e que novos estudos sobre sua teoria deveriam tomar por base as ideias de Cloward. Este, então, procurando temas para sua dissertação, desenvolveu estudo sobre a cultura de detentos, apoiada sobre a teoria de Merton e que, posteriormente, veio a ser uma das bases mais importantes para a criminologia, conhecida por “theory of differential opportunity systems” (teoria de sistemas de oportunidades diferenciais, em tradução literal). Esse pensamento pode ser visto em sua obra desenvolvida nos anos 60, em que Lloyd Ohlin fora colaborador.
Cloward era um estudioso ativista. Para ele, não haveria sentido na criação de conhecimento que não implicasse em resultados concretos. Ele mesmo se intitulava “home-grown, American Populist Radical”. Nos anos 90, Cloward e Ohlin produziram a base teórica de um programa chamado “Mobilization for Youth”. Nesse projeto, juntamente a outras agências, a dupla mapeou um experimento social produzido na Universidade de Stanford para inibir problemas sociais em Nova Iorque. Esse estudo foi nomeado de “Proposal for the prevention and control of delinquency by extending oppotunities” (Proposta para a prevenção e controle da delinquência pela extensão de oportunidades, em tradução livre). O relatório enfatizava a necessidade de melhores condições de educação em todos os níveis, maiores oportunidades de emprego, e da “organização do desorganizado”, através de associações de bairro, bem como o provimento de serviços especializados para aqueles que mais precisavam, particularmente aqueles em gangues. Esse estudo, segundo Cloward, foi uma adição de conteúdo ao livro “Delinquency and Opportunity”.
Essa campanha serviu de pedra basal para uma série de programas nacionais de combate à pobreza em todo os Estados Unidos. Sua repercussão foi tão grande que, em 1962, Cloward e Ohlin foram convidados para cerimônia na Casa Branca para o lançamento de um dos mais auspiciosos programas sociais do Estados Unidos, “Mobilization for Youth” (Mobilização pela Juventude, em tradução literal).
A administração Kennedy, no início da década de 60, foi um dos motivos, segundo Cloward, para o sucesso de seu programa. Contudo, com o acirramento da disputa política interna nos Estados Unidos, em um contexto global de Guerra Fria, bem como pela existência de uma ala radical de direita naquele país, o professor teve sérios problemas em sua vida e carreira. Nesse sentido, a filial de Nova Iorque do programa “Mobilization for Youth” sofreu com intensas perseguições. Seguimentos de extrema direita, contrários a concessão de benefícios sociais diretos, sob o argumento de que a organização tratava-se, na verdade, de uma organização comunista, começaram ataques hostis àquele projeto. O efeito foi devastador tanto para o projeto quanto para a carreira de Cloward. As contribuições caíram vertiginosamente e sua imagem como professor da Universidade de Columbia ficou extremamente abalada, principalmente quando seu antigo mentor, Robert Merton, decidiu não escrever uma carta em sua defesa.
Após alguns poucos anos, o projeto foi encerrado e Cloward voltou-se a focar em sua carreira acadêmica. Em colaboração com Frances Fox Piven, Cloward fundou o “National Welfare Rights Organization”, em 1966, e o “Human SERVE” (Service Employees Registration and Voter Education), em 1982. O professor, no entanto, não mais voltou a atuar na área da criminologia. Segundo ele mesmo, em entrevista no ano de 2000, “I lost interest in criminology and I never went back to it” (“Eu perdi o interesse pela criminologia e nunca voltei atrás”, em tradução livre).
Cloward, juntamente a Piven, seguiu sua luta, intelectual e política, contra o movimento de intensificação dos movimentos de direita nos Estados Unidos, o qual teria levado aquele país a um encarceramento em massa de pobres e estrangeiros, tanto na administração republicana, quanto na administração democrata. Sob vários aspectos, a visão de Cloward a respeito da delinquência, inseparável, segundo ele, da pobreza e da democracia política, foi vítima de seu próprio sucesso. Isso porque, para ele, a mudança seria fruto da mobilização das pessoas mais diretamente afetadas, ocasionando, inexoravelmente, uma resistência hostil das camadas mais conservadoras para a manutenção do status quo.
Cloward morreu aos 74 anos de idade de câncer. Sua teoria e seu legado, no entanto, permanecem firmes e atuais no estudo e na análise da criminologia e na luta por um mundo menos desigual.

## Influências
As influências mais importantes para a vida de Cloward foram aquelas advindas de sua família, do trabalho no exército e, no ramo acadêmico, do trabalho de sociólogos que pesquisavam temas semelhantes ao de seu interesse.
Quando ainda jovem, Cloward recebeu forte influência de seu pai, um pastor da Igreja Batista influenciado por ideias socialistas, e de sua mãe. Ela trabalhou em áreas que contribuíram para o desenvolvimento social dos Estados Unidos. Embora seja de difícil aferição objetiva essa influência, é razoável acreditar, sem grandes especulações, que a influência dos pais em sua formação e no desenvolvimento de sua preocupação com problemas de caráter social foi considerável.
Indubitavelmente, o exército americano foi uma instituição que exerceu influência sobre Cloward. Foi lá, enquanto trabalhava no sistema prisional, que ele iniciou suas primeiras observações e pôde analisar, ainda que exclusivamente empiricamente, o comportamento de determinado tipo de pessoas. Esse estudo foi fundamental na construção de sua teoria e no desenvolvimento do conceito de anomia elaborado por Robert K. Merton.
No campo teórico de desenvolvimento, Cloward foi fortemente influenciado por Richard K. Merton, com quem, no começo de sua carreira, teve um relacionamento profissional próximo, afastando-se posteriormente. Muitos criminologistas reconhecem na obra Delinquency and Opportunity: A Theory of Delinquent Gangs, elaborada também por Ohlin, uma das marcas principais de Cloward. O livro surgiu de obras anteriores de Cloward, combinadas com o conceito de anomia utilizado por Émile Durkheim, e Robert Merton, contendo também interessantes insights de Edwin Sutherland sob a ótica da teoria da associação diferencial e Clifford Shaw sob a perspectiva da teoria do desvio cultural.

## Resumos de trabalhos selecionados
Não obstante ao grande acervo bibliográfico de Cloward, algumas de suas obras são tidas como icônicas na construção de suas teorias, e contabilizam grandes volumes de citações científicas, até os dias atuais. Três destas obras são aqui elencadas, duas das quais serão, ulteriormente, compiladas/resumidas.

### Delinquency and opportunity: A theory of delinquent gangs
Autores: Richard A Cloward, Lloyd E Ohlin. Editora: Free Press. Data de publicação: 1960.
Escrito por Richard A. Cloward e Lloyd E. Ohlin, na década de 60. É um estudo aprofundado da subcultura das gangues. Questiona a origem das pressões sociais que levam a um comportamento desviado. Através deste trabalho deu-se início nos Estados Unidos a um dos maiores programas de prevenção à delinquência juvenil. Nele são estudados os atos delinquentes através do que é normatizado como conduta criminosa. Os autores apontam que os delinquentes não se sentem pertencentes ao mesmo sistema de regras sociais que suas vítimas, por muitas vezes tentarem sem sucesso galgar o status social e econômico destas. Assim, desafiam a legitimidade das regras por julgarem ser estas as responsáveis por sua situação. 

### Poor people's movements: Why they succeed, how they fail
Autores : Frances Fox Piven, Richard Cloward. Editora: New York - Vintage Books. Ano de publicação: 1979. ISBN 0394726979.
Nesta obra Cloward e Piven procuram entender como os acontecimentos históricos ocorridos do século XX, como a Grande Depressão de 1929 e a Segunda Guerra Mundial, influenciaram no sucesso e no fracasso dos movimentos dos menos abastados, abordando os pobres como atores principais no cenário político. 

### Regulating the poor: The functions of public welfare
Autores: Frances Fox Piven, Richard Cloward. Editora: Knopf Doubleday Publishing Group, 2012. ISBN 0307814645, 9780307814647.
Atualização do clássico de Cloward e Piven sobre a função do bem-estar em esconder os problemas do Estado americano durante os governos de Reagan, Bush e Clinton. Os autores apresentam uma teoria ousada visando repensar o sistema de bem-estar na sociedade americana.

## Poor People’s Movements – Why They Succeed, How They Fail
Nessa obra, Richard Cloward e Frances Fox Piven, sua esposa, procuram identificar os elementos que determinam o sucesso e o como fracassam os movimentos dos menos abastados.
Cloward e Piven acreditam que, a partir do século XIX, a história trouxe os mais pobres para o cenário político de uma maneira inédita. Isso se deve a abordagem esquerdista citada pelos autores em seu livro, que dá nome a essa seção. A teoria aborda os pobres não como vítimas ou coadjuvantes, mas como atores iguais aos demais do jogo político.
É clara a influência de Marx na obra de Cloward e Piven. Os autores reforçam a ideia defendida pelo filósofo alemão de que os movimentos sociais não são estruturados apenas do desejo ou na argumentação, ou no convencimento de sua existência. Na verdade, como dizia Marx, “são formados por um processo dialético refletindo a lógica institucional da sistemática capitalista” e, completa, “o proletariado é sua essência e seu produto especial”. Contudo, Cloward reconhece os erros nas previsões de Marx. Restou claro no decorrer dos tempos que a expansão capitalista não gerou um proletariado mais ativo.
Em termos históricos, Cloward e Piven dividem os textos em dois grandes blocos: o primeiro consubstancia-se na análise dos movimentos decorrentes da Grande Depressão, de 1929. Nesse sentido, analisam principalmente os movimentos de desempregados e trabalhadores industriais. No segundo caso, analisam os movimentos negros, ocorridos após a Segunda Guerra Mundial. Imperioso destacar que a obra, no entanto, não busca explicar historicamente esses eventos, mas põe-se a sondar esses acontecimentos, com objetivos políticos, entendendo o que se passou durante esses anos conturbados da história americana. 

### O processo estruturante
Cloward e Piven acreditam que todos os processos de revolta têm elementos em comum. Para eles, a história e o senso comum se combinam para sugerir que o poder tem raízes comuns nas sociedades ocidentais. Assim, aqueles que detém o poder sobre os meios de coerção física, bem como aqueles que detém o poder sobre os meios de produção têm poder sobre os que não os detém. A concentração de poder, deste modo, é mais intensa em nações nas quais a tradição bélica vê-se mais intensa, ou seja, em países onde os meios de coerção consistem em forças primitivas de uma casta de guerreiros, ou em força tecnológica de um exército moderno. 
Esse controle não se dá apenas no campo fático, mas também no ideológico. Cloward e Piven asseveram, em sua obra, que a história e o senso comum sugerem que o poder não apenas serve para o controle das ações de homens e mulheres, mas ainda ao controle de suas crenças, e não apenas as religiosas.
No âmbito da teoria de Cloward, mostra-se importante a análise dos limites institucionalizados na sociedades estudadas. Os limites impostos pela classe dominante atuam com o escopo de limitar a insurgência das massas. O controle, dessa forma é feito tanto de fato, como psicologicamente. Cloward e Piven analisam, no bojo de tal publicação, que muitos teóricos atribuem à desigualdade o fator gerador da revolta. No entanto, como destacam os autores, a maioria das sociedades viveu, por muito tempo, sob um sistema estratificado em classes, e não houve qualquer tipo de revolta que modificasse radicalmente o poder. A erupção da revolta, portanto, estaria determinada pela modificação na vida institucional. 
O sistema eleitoral é outro ponto que se mostra importante. Nesse sentido, Cloward e Piven vêem o sistema como um instrumento de mudança, na medida em que os protestos emergem nas fábricas ou nas ruas apenas depois de uma fase anterior em que os protestos ocorrem nas urnas. Isto é, o sistema eleitoral pode ser um indicador de que algo ruim pode estar acontecendo em determinada sociedade, e as devidas precauções não estão sendo tomadas. 
Em resumo, Cloward e Piven procuram enfatizar que tanto as limitações como as oportunidades são formadas por condições sociais.

## Regulating the Poor: The functions of Public Welfare.
Em parceria com a sua esposa (Frances Fox Piven), Richard Cloward explora a ideia, nesta obra, de que as políticas de socorro ("relief programs") existem como uma instituição de apoio, alegando que elas servem, principalmente, como um meio de manter a tranqüilidade social e política e um meio de garantir a ordem econômica e política.
Piven e Cloward expõem seu principal argumento: os programas de socorro, chamados "relief programs", destinados a regular os problemas sociais - como o desemprego - não refletem um padrão histórico de progressiva liberalização ou um aumento da compaixão; na verdade, eles servem a um propósito maior, um propósito econômico, político e social, de forma a garantir o controle e forçar os pobres a entrarem no mercado de trabalho. Mais especificamente, os autores argumentam que quando a convulsão econômica e o desemprego em massa levaram a sociedade ao caos e à instabilidade, essas políticas chamadas de "relief" foram expandidas e o papel do bem-estar social cresceu, de forma a manter a ordem social. Quando esta turbulência toda diminui, o sistema implantado por esses programas de socorro contraem para um tipo que reforça as normas de trabalho e garante um fornecimento estável aos empregadores de trabalhadores com baixo salário. Os autores, Piven e Cloward, nunca renunciaram à sua asserção de que essas medidas adotadas pelos programas "relief" mantém as desigualdades sociais e econômicas, e concluem com uma série de propostas de reforma que continuam relevantes até nos dias de hoje.
Ademais, expande-se a tese de que os programas de socorro possuem a função tanto de moderadores de desordem quanto de reguladores de trabalho, adicionando um elemento importante a esta formulação. Considerando que a contração dos sistemas "relief" em tempos pós-turbulentos expulsa aqueles que são necessários no mercado de trabalho, ela mantém os idosos, os deficientes, os loucos e outros que não são servem como trabalhadores. Portanto, é traçada a genealogia deste fenômeno, desde os tempos pré-capitalistas (quando pobres eram limitados em suas demonstrações de descontentamento), até as sociedades capitalistas complexas, nas quais há um sistema eleitoral com sufrágio universal etc. 
Os autores também focam no aumento da desordem em massa e no lançamento dos programas nacionais de socorro (programas "relief") durante a Grande Depressão, bem como as consequências que esses programas trouxeram de forma a controlar essa desordem. De acordo com sua tese sobre a função de socorro, Piven e Cloward afirmam que o volume inédito de socorro dado pelo  país (no caso, os Estados Unidos da América) não foi uma resposta à recessão econômica generalizada. Na verdade, muito tempo transcorreu e milhões de pessoas sofreram por causa do desemprego e das dificuldades antes que o governo federal implantasse, primeiramente, um programa de socorro direto e, em seguida, um programa de socorro voltado ao trabalho. Piven e Cloward afirmam que o aumento crescente de agitação política que acompanha esta catástrofe econômica finalmente levou o governo federal a oferecer ajuda. Uma vez que o socorro foi ampliado e os distúrbios rapidamente diminuíram, essa ajuda federal foi cortada.
Se, por um lado, os autores mostram como os programas de socorro são implantados ou ampliados para lidar com as sérias ameaças à ordem civil representadas pelo grande número de pessoas desempregas, por outro lado, eles apresentam como esses programas de socorro reforçam as normas de trabalho. Voltando sua atenção para os anos relativamente estáveis de 1940 e 1950, Piven e Cloward examinam também o programa AFDC (Aid to Families with Dependent Children) e as diversas maneiras em que os estados implementaram-no.
Tendo delineado os contornos do programa AFDC e as realidades da prática dos programas de socorro, Piven e Cloward dedicam-se também às fontes econômicas de desordem que eclodiram e se espalharam durante a década de 1960 e que culminaram no crescimento dos papéis dos programas de socorro, especialmente após 1964, descrevendo algumas das dimensões e explicações da chamada "explosão do bem-estar". 
Outrossim, há, na obra, a exposição do impacto da modernização agrícola sobre os pobres do Sul (região Sul dos Estados Unidos) e, novamente, os autores concluem que as convulsões econômicas que deixam um grande número de indivíduos desempregados e, consequentemente, sem ter o que comer, não são, por si só, motivos para a implantação de um programa de socorro. Somente quando as perturbações econômicas e o desemprego produzem um grande tumulto que ameaça o status quo político, dizem Piven e Cloward, é que o governo responde, permitindo a expansão dos programas de socorro. Os autores ainda afirmam que a expansão dos programas de socorro não são respostas à necessidade econômica, mas, sim, à agitação política e social. 
Na década de 1950, um grande número de pessoas do campo consideradas pobres e economicamente obsoletas migraram para as cidades - particularmente para as cidades do Norte -, no entanto, eles não foram nem absorvidos pela economia urbana nem admitidos pelos programas de bem-estar. Por que, então, o número de casos enquadrados como AFDC cresceram tão rapidamente na década de 1960, especialmente, depois de 1964? E por que demorou tanto tempo? Piven e Cloward atribuem a mudança de interesse federal no sofrimento dos atuais pobres urbanos a um caráter exclusivamente político - o aumento da quantidade de eleitores negros no Norte e o impacto desse bloco de eleitores negros nas diretrizes da política nacional. 
De forma bastante esclarecedora, Piven e Cloward explicam como o governo federal interveio, de uma forma totalmente inédita, nos sistemas de socorro locais na década de 1960. Segundo os autores, em vez de liberar o sistema de bem-estar existente através de decretos legislativos e emendas, o governo federal agiu de forma indireta, por meio de uma série de medidas que tiveram o efeito de mobilizar a pressão contra as restrições locais de socorro. 
Na década de 1960, os líderes políticos nacionais não tinham a intenção de aumentar as políticas de socorro. Porém, as circunstâncias políticas da década de 1960 foram cruciais para que as autoridades eleitas fizessem algo para os negros, a fim de solidificar a lealdade dos negros ao Partido Democrata nacional, e, também, a fim de acalmá-los. E o bem-estar ("welfare") foi o sistema mais razoável, à época, já que a população negra detinha posição média hipossuficiente, e sendo mais tangível conceder o socorro necessário, através dos programas, do que a consecução de políticas de moradia, saúde, educação e emprego.

## Publicações selecionadas e próximas leituras
- 1930-1939: The unemployed workers’ movement, disponível em libcom.org, postado em dez 2009.
- The Prevention of Delinquent Subcultures: Issues and Problems, Prevention of Delinquency: Problems and Programs, 1968.
- The New Class War: Reagan's attack on the welfare system and its consequences, New York: Pantheon, 1982.
- The breaking of the American social compact, New Press, 1997.
- Normalizing collective protest, Frontiers in social movement theory, Yale University Press, 1992.
- Theoretical studies in social organization of the prison, Social controle in prison, Social Sciences Research Council, 1960.
- com outros, Index, American Jails: Public Policy Issues, Burnham, 1991.

### ComRichard Elman
- 1st Congress of Poor, Nation Co Inc., Nation 1966.

### ComLloyd E. Ohlin
- Illegitimate Means and Delinquent Subcultures, The sociology of crime and delinquency, Wiley, 1962.

### ComFrances Fox Piven
- The Acquiescence of Social Work, New strategic perspectives on social policy, Pergamon, 1981.
- The Breaking of the American Social Compact, Proquest Academic Research Library, Monthly Review, 1998.
- Why Americans Don't Vote, Proquest Academic Research Library, Monthly Review, 1989.
- The civil rights movement, Introducing Government: A Reader, Manchester University Press, 1993.
- The Relief of Welfare, Crisis in American institutions, Little, Brown, 1979.
- Relief, labor, and civil disorder, Social problems: the contemporary debates, Little Brown and Company, 1977.
- Collective Protest: A, Social movements: critiques, concepts, case-studies; Macmillan, 1995
- A class analysis of welfare, Monthly Review Press, Nova Iorque, 1993.
- A reply to Bennett, PS: Political Science & Politics, Cambridge University Press, 1990.
- A reply to Ellen Meiksins Wood, Monthly Review Press, Nova Iorque, 1998.
- A strategy to end poverty, The Nation, 1966.

## Citações ao autor
O website Google Scholar monitora citações a um certo autor e suas obras em publicações diversas, sendo este um mecanismo de se aferir alguma relevância científica do expoente em questão, no meio acadêmico, ao longo do tempo. No caso de Richard Cloward, observa-se como crescente, especialmente na última década, a quantidade de indicações/publicações feitas por trabalhos científicos ao seu nome e seus trabalhos, apontando a contemporaneidade do tema abordado por Cloward, em um contexto de governos que amiúde enfrentam os conflitos políticos e práticos dos programas de bem-estar social contracenando às pressões pelo enxugamento da máquina e gastos estatais.
Fonte: Google Scholar; Richard Cloward - Citations per year.